# Warmund Ygl

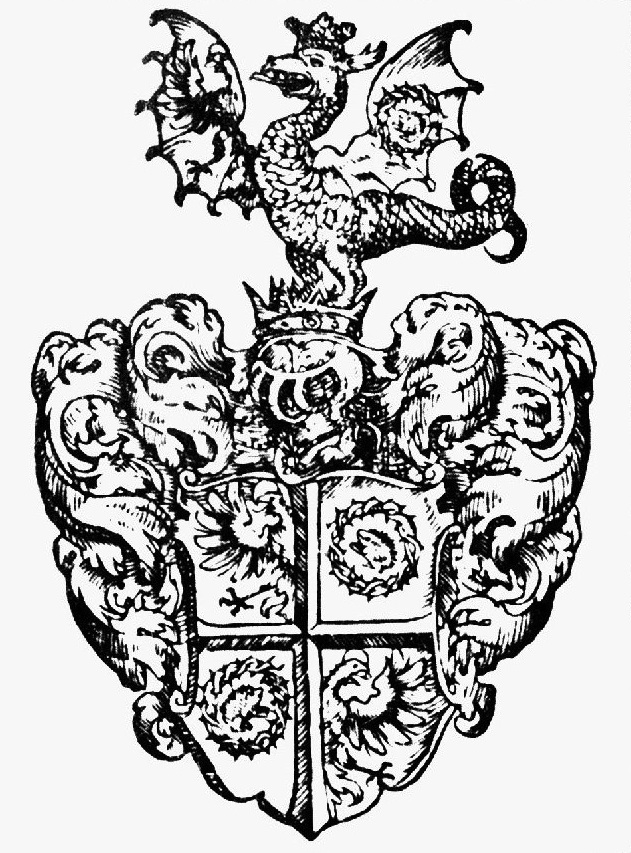
Das Familienwappen der Ygl

Warmund Ygl (auch Warmund Ygl von Volderthurn; † Juni 1611 in Prag) war ein Beamter und Kartograph, der eine der ersten Karten von Tirol erstellte.

## Leben
Warmund Ygl war ein Sohn des aus Sterzing stammenden Wilhelm Ygl. Die bürgerliche Familie war 1553 in den Adelsstand erhoben worden und durch Heirat in den Besitz des Ansitzes Volderthurn in Volders gekommen, nach dem sie sich „Ygl von Volderthurn“ nannten. Wilhelm Ygl zog 1564 mit seiner Familie nach Ungarn, wo er die Kupferhütten in Neusohl (heute Banská Bystrica, Slowakei) verwaltete.
Warmund kehrte 1577 nach Tirol zurück, wo er vom Landesfürsten zum Zollgegenschreiber am Zoll zu Fernstein bestellt wurde. 1583 trat er in die Dienste der Kammer, der landesfürstlichen Finanzverwaltung in Innsbruck. Dort stieg er vom Kopisten zum Kammerschreiberadjunkten und schließlich 1588 zum Kammerschreiber auf. 1600 nahm er die Stelle eines Kammerbuchhalters in Graz an. 1603 berief ihn Kaiser Rudolf II. als Hofkammerbuchhalter nach Prag, weil Ygl im Ruf stand, die lateinische Sprache zu beherrschen, sich im Bergbau auszukennen und ein treuer Katholik zu sein. Er wurde zum kaiserlichen Rat ernannt und starb 1611 in Prag.
Warmund Ygl war sehr gebildet, er konnte Latein und war mit den Schriftstellern der Antike vertraut. In seiner Zeit in Ungarn übersetzte er das Iudicium De Articulis Augustanae Confessionis („Was zu halten sey von den Articlen der Glaubens-Confession“) des Johannes Hoffmeister ins Deutsche und veröffentlichte die Übersetzung 1597. In seiner Innsbrucker Zeit beschäftigte er sich aus eigenem Antrieb und ohne offiziellen Auftrag mit Topographie und Kartographie und erstellte eine der ersten Karten von Tirol.
Warmund Ygl war zwei Mal verheiratet. Aus seiner ersten Ehe mit Maria Putzner († 1605) entstammten mehrere Kinder, als einziger bekannt ist Sohn Friedrich, der kaiserlicher Rat und Kriegsbuchhalter in Graz war und 1645 eine auf der Karte seines Vaters basierende Karte von Tirol veröffentlichte.
Bereits als Bürgerliche führten die Ygl ein Familienwappen, das als redendes Wappen einen Igel in seinem Nest zeigt. 1547 wurde es durch die Aufnahme des Reichsadlers gebessert.

## Ygls Karte von Tirol

Die Tirol-Karte von Warmund Ygl (1605)

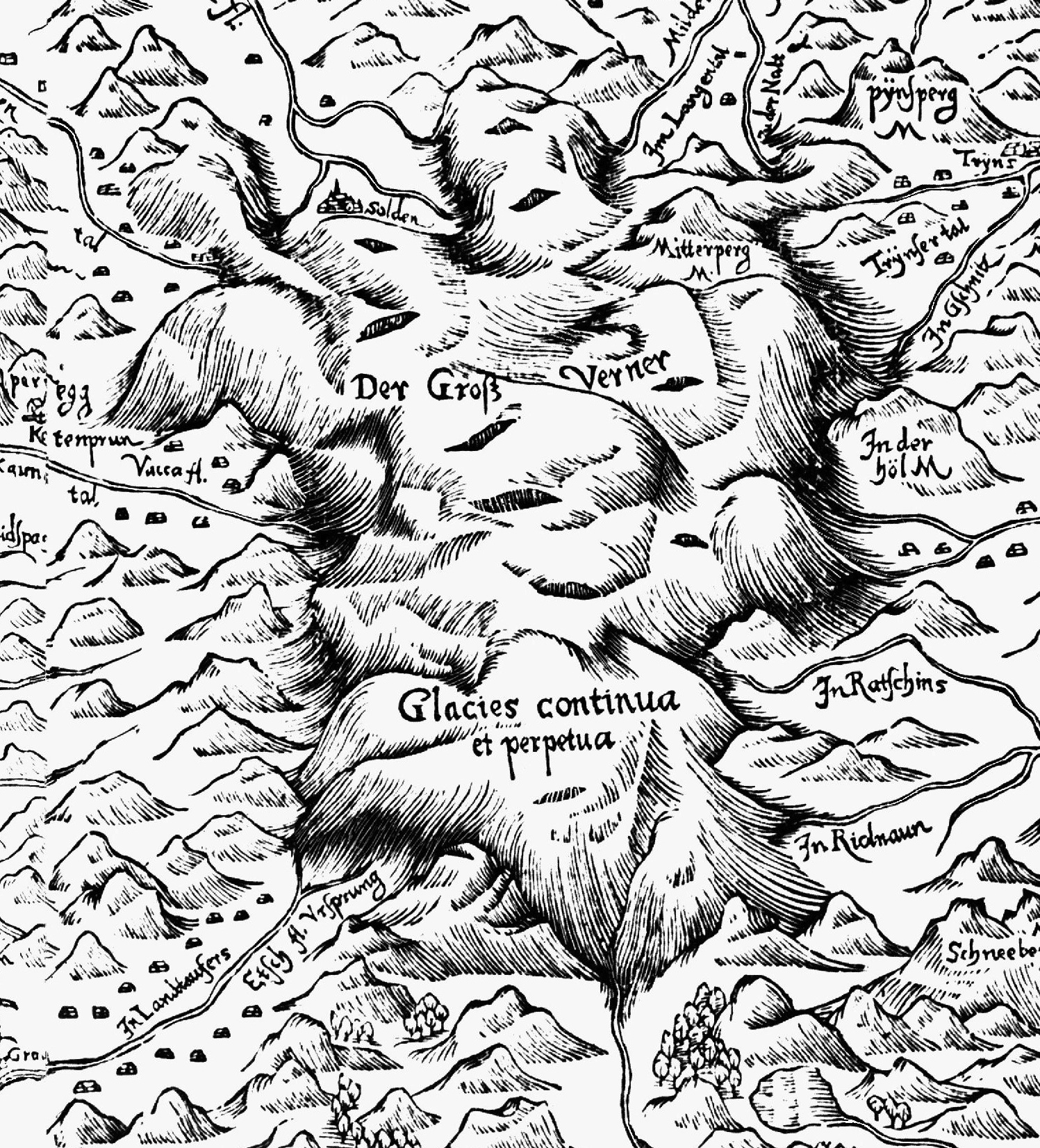
Der „Groß Verner“

Warmund Ygls Karte Tirolis Comitatus Ampliss(imi) Regionumq(ue) Finitimarum Nova Tabula („Neue Karte der sehr ausgedehnten Grafschaft Tirol und ihrer Nachbargebiete“) erschien 1605 im Verlag des Georg Nigrinus in Prag. Die Druckvorlagen wurden 1604 von Johann Willenberger aus Schlesien als Holzschnitt erstellt. Heute sind noch drei Exemplare der Karte bekannt, eines befindet sich im Tiroler Landesmuseum in Innsbruck, eines in der Österreichischen Nationalbibliothek. Beim dritten Exemplar, das sich in der Niedersächsischen Staats- und Universitätsbibliothek Göttingen befindet, handelt es sich um einen Nachdruck von den Original-Holzschnitten von 1621.
Nach eigenen Angaben hat Ygl das Land durchwandert und vermessen und Täler, Berge und Flüsse entweder selbst aufgenommen oder von anderen erfragt. Allerdings dürften die Grundlagen zum Großteil von Dritten stammen, als Kammerschreiber hatte er wenig Gelegenheit zum Reisen, andererseits stand er in engem Kontakt mit lokalen Ämtern wie Zollstätten und Bergwerksverwaltungen, die ihm Informationen verschaffen konnten. Er wertete vermutlich auch vorhandene Kartenwerke aus, darunter die Karte Rhetiae alpestris descriptio in qua hodie Tirolis Comitatus …, die 1561 von Wolfgang Lazius veröffentlicht wurde und mehreren in Atlanten (u. a. von Abraham Ortelius, Gerard de Jode oder Gerhard Mercator) publizierten Tirol-Karten als Vorlage diente, sowie ungedruckte Karten von Paul Dax.
Die aus neun Blättern bestehende Karte hat das Gesamtformat 86 × 115,5 cm, der mittlere Maßstab ist rund 1:253.000. Das dargestellte Gebiet ist in Nord-Süd-Richtung rund 19 % zu lang. Das dichte Flussnetz ist weitgehend richtig dargestellt, wobei die Hauptflüsse wie Inn und Etsch viel zu breit geraten sind. Die größeren Flüsse sind mit ihrem lateinischen und deutschen Namen beschriftet. Auffallend ist die Darstellung von Brücken, die Innschifffahrt wird durch Boote auf dem Inn zwischen Zirl und Schwaz symbolisiert.
Die Berge sind in der Form von Maulwurfshügeln, zum Teil aber auch naturnäher dargestellt. Für die damalige Zeit sind erstaunlich viele Berge (wie Patscherkofel, Frau Hitt oder Martinswand) benannt und mit M (für mons, lat. für „Berg“) gekennzeichnet, insbesondere solche, die als Passübergänge, für die Landwirtschaft oder den Bergbau genutzt wurden. Auch Pässe sind als Berge gezeichnet und mit M beschriftet, mit Ausnahme des Brenners, der korrekt als Einschnitt dargestellt ist. Der Kernbereich der Ötztaler und Stubaier Alpen ist von einer zusammenhängenden Eisfläche bedeckt und als Der Groß Verner – Glacies continua et perpetua beschriftet. Dabei handelt es sich um die älteste Kartendarstellung eines Alpengletschers. Als Vorbild dafür dienten möglicherweise die Darstellungen von Gletschern in Island-Karten von Olaus Magnus und Guðbrandur Þorláksson.
Siedlungen sind durch kleine Aufrisszeichnungen und zusätzliche Symbole für Stadt, Markt, Dorf, Kloster etc. dargestellt. Als einzige Straße ist die Verbindung über den Fernpass eingezeichnet, die als punktierte Linie von der Innbrücke bei Haiming über Nassereith, Biberwier und Lermoos nach Reutte führt, wo sie sich nach Immenstadt, Kempten und Füssen verzweigt.
Insgesamt sind in Ygls Karte mehr als 2000 Orts- und Flurnamen wiedergegeben. Der Großteil davon ist, gemessen am damaligen Sprachgebrauch, richtig geschrieben. In einer angefügten Randleiste findet sich ein lateinischer Kommentar, in dem Ygl hauptsächlich geographische und historische Informationen zur Römerzeit, aber mit Ausnahme einer Beschreibung der Gletscher kaum zeitgenössische Bezüge wiedergibt.
Bis zum 1774 veröffentlichten Atlas Tyrolensis, der als erster auf systematischen Vermessungen beruhte, war Ygls Werk die bedeutendste Karte von Tirol. Sie war eine wichtige Quelle für die Darstellung Tirols in den großen niederländischen und deutschen Atlanten des 17. und 18. Jahrhunderts, darunter Matthäus Merians Tirol-Karte von 1649. Nur wenige Jahre nach Ygl veröffentlichte Matthias Burgklehner seine Karte der firstlich Graffschaft Tirol, die in Tirol bekannter war, von auswärtigen Kartographen hingegen nicht wahrgenommen wurde.